# Сегура, Улисес
Улисес Антонио Сегура Мачадо (исп. Ulises Antonio Segura Machado; 23 июня 1993, Гойкочеа, Коста-Рика) — коста-риканский футболист, полузащитник клуба «Саприсса» и сборной Коста-Рики.

## Карьера
Воспитанник клуба «Саприсса». В 2014 году дебютировал за основной состав родной команды. Вместе с ним Сегура становился чемпионом Коста-Рики. В сезоне 2014/15 полузащитник на правах аренды выступал за «Уругвай де Коронадо».
21 декабря 2017 года Сегура перешёл в клуб MLS «Ди Си Юнайтед». За право подписать его вашингтонский клуб выплатил «Нью-Йорк Сити» $50 тыс. в общих распределительных средствах. В главной лиге США он дебютировал 3 марта 2018 года в матче стартового тура сезона против «Орландо Сити». 14 апреля 2018 года в матче против «Коламбус Крю» открыл свой голевой счёт в MLS, мяч, забитый на 43-й секунде встречи, стал третьим наиболее быстрым в истории «Ди Си Юнайтед».
13 декабря 2020 года Сегура был продан в клуб-новичок MLS «Остин» за $150 тыс. в общих распределительных средствах. Сезон 2021 он полностью пропустил из-за травмы колена, полученной во время предсезонной подготовки. 25 января 2022 года «Остин» отчислил Сегуру, выкупив его гарантированный контракт.
31 января 2022 года Сегура вернулся в «Саприссу», подписав однолетний контракт.

## Сборная
За сборную Коста-Рики Улисес Сегура дебютировал в 2017 году во время Центральноамериканского кубка в Панаме. В этом же году вошёл в заявку сборной на Золотой кубок КОНКАКАФ в США.

## Достижения
- Чемпион Коста-Рики (3): 2014 (Инвьерно), 2016 (Инвьерно), 2017 (Инвьерно)